# 青铜峡拦河大坝
青铜峡拦河大坝，位于宁夏回族自治区吴忠市青铜峡市青铜峡镇草河村，是中华人民共和国宁夏回族自治区文物保护单位之一。
2010年12月6日，授予宁夏回族自治区文物保护单位，是一座近现代重要史迹及代表性建筑。